# 5-я Парковая улица
5-я Па́рковая у́лица — улица в Восточном административном округе города Москвы на территории районов Измайлово и Северное Измайлово.

## История
Улица получила своё название 18 ноября 1949 года как одна из 16 номерных Парковых улиц, ведущих с севера к Измайловскому парку.

## Расположение
5-я Парковая улица проходит от Измайловского проспекта на север до Щёлковского шоссе, пересекая Заводской проезд, Первомайскую улицу, Измайловский бульвар, Верхнюю Первомайскую улицу и Сиреневый бульвар. Участок от Измайловского проспекта до Сиреневого бульвара расположен на территории района Измайлово, участок от Сиреневого бульвара до Щёлковского шоссе — на территории района Северное Измайлово. Нумерация домов начинается от Измайловского проспекта.

## Примечательные здания и сооружения
По нечётной стороне:
По чётной стороне:

## Транспорт

### Автобус
- 34: от Первомайской улицы до Сиреневого бульвара (по маршруту «Преображенская площадь» — «Площадь Соловецких Юнг») и обратно
- 257: от Сиреневого бульвара до Щёлковского шоссе (по маршруту «Южное Измайлово» — «Уссурийская улица») и обратно

### Метро
- Станция метро «Измайловская» Арбатско-Покровской линии — юго-западнее улицы, на Измайловском проспекте
- Станция метро «Первомайская» Арбатско-Покровской линии — восточнее улицы, на пересечении 9-й Парковой улицы с Первомайской улицей и Измайловским бульваром
- Станция метро «Щёлковская» Арбатско-Покровской линии — северо-восточнее улицы, на пересечении Щёлковского шоссе с 9-й Парковой и Уральской улицами